# 山口パッツファイブ
山口パッツファイブ（やまぐちパッツファイブ、英: Yamaguchi Patsfive）は、山口県宇部市をホームタウンとするプロバスケットボールチーム。運営法人は山口プロバスケットボール株式会社。2020年に山口ペイトリオッツとして創設され、現在はB3リーグに所属している。

## 概要
山口県初のプロバスケットボールチーム。運営会社は「山口プロバスケットボール株式会社」。所属するB3リーグ公式サイト等ではホームタウンを単に「山口県」と表記しているが、B.LEAGUE準会員申請の際にホームタウンをクラブ事務所やメインアリーナのある「山口県宇部市」として申請している。
明治維新に貢献した長州藩士にちなみ、「志をバスケットボールを通じて体現するために立ち上がった『志士＝志ある者』たち」の意味から「山口ペイトリオッツ」（英: Yamaguchi Patriots）と命名された。チームカラーは山口県を象徴する色の一つであるオレンジ。チームロゴには山口県の県鳥であるナベヅルが描かれている。
「ペイトリオッツ」のチーム名がNFL・ニューイングランド・ペイトリオッツにより日本においても商標登録されていたことを受け、2023年7月1日にチーム名を「山口パッツファイブ」へと改称した。「ペイトリオッツ」の略称である「パッツ」を名称に残し、江戸時代末期に海外に渡航し時代をも変える大きな挑戦をした「長州ファイブ」のスピリッツと5人制であるバスケットボールの「ファイブ」を一丸となって挑むチームを体現する意味を加えたものとしている。
ホームゲームは宇部市の俵田翁記念体育館を中心に、キリンビバレッジ周南総合スポーツセンター（周南市）、維新大晃アリーナ、やまぐちリフレッシュパーク（以上山口市）、下関武道館、J:COMアリーナ下関（以上下関市）、萩市民体育館（萩市）、キリンレモンスタジアム ソルトアリーナ防府（防府市）、岩国市総合体育館（岩国市）など、県内各地のアリーナを使用して行われていたが、2023-24シーズン以降は宇部以外の会場を山口と下関に集約している。
チアダンスチームは「ブルーム」。

### ユニフォームスポンサー （2023-24シーズン）
- サプライヤー：b-five
- 前面：山口マツダ（右肩）、ユーピーアール（中央）
- 背面：JAバンク山口（背番号上部）
- パンツ：大晃ホールディングス（右前）、アルテクス（左前）

### 歴代ユニフォーム
| HOME      | HOME      | HOME      | HOME      | HOME |
| --------- | --------- | --------- | --------- | ---- |
| 2021 - 22 | 2022 - 23 | 2023 - 24 | 2024 - 25 |      |
|           |           |           |           |      |

| AWAY      | AWAY      | AWAY      | AWAY      | AWAY |
| --------- | --------- | --------- | --------- | ---- |
| 2021 - 22 | 2022 - 23 | 2023 - 24 | 2024 - 25 |      |
|           |           |           |           |      |

| 2021 - 22 3rd | 2023 - 24 3rd |
|               |               |

### 開催アリーナ
| ホームアリーナ                            | 21-22 | 22-23 | 23-24 | 24-25 |
| ----------------------------------------- | ----- | ----- | ----- | ----- |
| 俵田翁記念体育館                          | 16    | 20    | 22    | 20    |
| キリンビバレッジ周南総合スポーツセンター  | 2     | -     | -     | -     |
| 維新大晃アリーナ                          | 2     | -     | -     | -     |
| 山口リフレッシュパーク                    | -     | 2     | 2     | 2     |
| 山口県立下関武道館                        | 2     | 2     | 2     | -     |
| 萩市民体育館                              | 2     | -     | -     | -     |
| キリンレモンスタジアム ソルトアリーナ防府 | 2     | 2     | -     | -     |
| 岩国市総合体育館                          | 2     | -     | -     | -     |
| J:COMアリーナ下関（下関市総合体育館）     | -     | -     | -     | 4     |
| ホーム試合数計                            | 28    | 26    | 26    | 26    |

## 歴史

### 参入前
- 2019年 - 「山口Bリーグ設立委員会」が発足[6]。
- 2020年8月7日 - チーム設立とともに2021-22シーズンからのB3リーグへの参入を申請[2]。代表者には埼玉ブロンコス（現：さいたまブロンコス）元GMの成田俊彦、ヘッドコーチには山口県立豊浦高等学校バスケットボール部顧問の枝折康孝がそれぞれ就任[2]。同年は中国・四国・九州地域リーグに参加。
- 2021年4月14日 - B3リーグ入会が承認[7][8]。

### B3リーグ

#### 2021-22シーズン
スローガン：STAND TOGETHER -団結-
初代ヘッドコーチにさいたまブロンコスでHC経験のあるジョン・サンテイトンを招聘。俵田翁記念体育館に豊田合成を迎えて開幕戦を行い、翌日の同カード第2戦でリーグ戦初勝利をあげた。シーズン途中17連敗もあり、最終的に12勝40敗、15チーム中12位でシーズンを終えた。

#### 2022-23シーズン
スローガン：STAND TOGETHER -団結-
サンテイトンHCが続投。B.LEAGUE準加盟クラブに認定。このシーズンは得点がリーグ6位（16チーム中、以下同）ながらも総失点4627（1試合平均89失点）がリーグワーストとなったこともあり、最終成績は15位と振るわなかった。シーズン終了後、サンテイトンHCが退任。

#### 2023-24シーズン
このシーズンから商標の関係により、チーム名を「山口パッツファイブ」へ変更。2代目HCに鮫島和人が選手兼任で就任。18チーム中16位。

#### 2024-25シーズン
鮫島HCが続投。シーズン序盤は前年同様低迷に喘いでいたが、守備が大きく改善したことによりシーズン終盤にかけてクラブ初の4連勝達成のみならず、レギュラーシーズン終盤にかけて2度の5連勝で成績が急上昇。最終節で岩手に連敗するも、8位に滑り込んでクラブ初のプレーオフ進出を決めた。
クオーターファイナルではレギュラーシーズン4連敗の首位横浜EX相手にリードする場面も作ったが、最後に逆転され連敗を喫し、セミファイナル進出を逃した。

### 2025-26シーズン
選手兼HCの鮫島和人が退任（鹿児島GMに転出）し、後任のHCに県内の高校での指導歴を持つ枝折康孝が就任。

## 選手とスタッフ

### 現行ロースター
| 記号説明 |                           |  |                           |
|          | チームキャプテン          |  | (C) オフコートキャプテン  |
|          | 故障者                    |  | (+) シーズン途中契約      |
|          | (S) 出場停止              |  | (帰) 帰化選手             |
|          | (ア) アジア特別枠選手     |  | (申) 帰化申請中選手（B3） |
|          | (特) 特別指定選手         |  | (留) 留学実績選手（B3）   |
|          | (育) ユース育成特別枠選手 |  | (U) U22枠選手             |

公式サイト
| - 故障者リスト | - 選手契約登録規程 B1.B2 / B3 - FA選手リスト |

### 過去の主な所属選手
- 門脇駿太郎（2021-22）
- 山田安斗夢（2021-22）
- モーガン・ヒカル・エイケン（2021-22）
- 延原慎(2021-23)